# Хвощ
Хвощовете (Equisetum) са единственият съществуващ днес род от семейство Хвощови (Equisetaceae), разред Хвощоцветни (Equisetales), подклас Хвощообразни (Equisetidae). Той включва 15 вида васкуларни растения, разпространени в целия свят, с изключение на Антарктида и Австралазия. Известни са фосили на по-разнообразни хвощовидни растения, които съставляват значителна част от флората през геоложкия период креда. Според някои нови изследвания родът влиза в отдел Папратовидни, но тази класификация не е общоприета.

## Наименование
Самото име хвощ произхожда от славянската дума „хвост“, която значи опашка. Такъв също е произхода на научното име на рода – Equisetum. То е съставено от латинските думи equus = кон и saeta = косъм, грива.

## Описание
Хвощовете са вечнозелени (тропическите видове и някои видове от умерените ширини) или изсъхват през зимата (повечето видове от умерените ширини). Повечето видове са с височина 20 – 150 cm, но някои достигат до 2,5 m (Equisetum telmateia), 5 m (Equisetum giganteum) и дори 8 m (Equisetum myriochaetum).
Листата на хвощовете са силно редуцирани и събрани във венци по дължината на стъблото. Стъблата са обикновено едногодишни и са единични или с разклонения от втори или от по-висок ранг. Характерни за стъблото са удължените многоръбести междувъзлия. По-голямата част на междувъзлието нараства интеркаларно. Във всеки възел има якичка от заострени редуцирани листчета, които са съединени в основата си и образуват листно влагалище. Всеки лист е с единично концентрично проводящо снопче.
Външната част на епидермиса на стъблото е повече или по-малко инпрегнирана със силициев диоксид – оттук използването на хвощовете за чистене, полиране и др. Протостелата образува пръстен от колатерални снопчета с много малко ксилем. Най-рано образуваният ксилем често се заменя с пръстен от междуклетъчни празнини – каринални канали.
При Equisetum arvense и при някои други видове, надземните стъбла загиват през зимата, а страничните клонки на коренищата се видоизменят в заоблени, богати на резервни вещества презимуващи грудки. От хвощовете има вечнозелени видове (например Equisetum biemale/зимен хвощ), при който надземното стъбло се запазва и през зимата.
Сърцевината също се разкъсва и се образува широка централна въздухоносна празнина. В кората е налице друг пръстен – от валекулярни канали, разположени срещу браздите на стъблото.
Фотосинтезата се извършва от хлорилната тъкан на стъблото, а не от редуцираните листа.
Спорите се образуват в конични стробили на върха на някои стъбла. При много видове спороносните стъбла са неразклонени, а при други – нефотосинтезиращи. Те се появяват рано през пролетта отделно от стерилните фотосинтезиращи стъбла. Повечето видове са хомоспорови.
Повечето видове хвощове предпочитат влажни песъчливи почви, но някои са водни, а други – адаптирани към влажни глинести почви. Полският хвощ (Equisetum arvense) може да бъде неприятен плевел, защото след отскубването му израства отново от намиращите се дълбоко под земята ризоми.
Хвощовете са връстници на плауновите растения и едновременно с тях са преживели разцвета си през каменовъгления период. Тогава много от тях били също истински дървета, които издигали величествено прешленовидно-членестите си стъбла и клони до двадесетина метра и приличали на огромни свещници.

## Видове
- Подрод Equisetum
  - Equisetum arvense – Полски хвощ
  - Equisetum bogotense
  - Equisetum diffusum
  - Equisetum fluviatile
  - Equisetum palustre
  - Equisetum pratense
  - Equisetum sylvaticum
  - Equisetum telmateia – Голям хвощ
- Подрод Hippochaete
  - Equisetum giganteum
  - Equisetum myriochaetum
  - Equisetum hyemale – Зимен хвощ
  - Equisetum laevigatum
  - Equisetum ramosissimum
  - Equisetum scirpoides
  - Equisetum variegatum